# Un bouquet de flirts
Pour plus de détails, voir Fiche technique et Distribution.
Un bouquet de flirts est un film français de moyen métrage réalisé par Charles de Rochefort, réalisé en 1931 et sorti en 1932.

## Synopsis
Une jeune fille, consciente de ses charmes, ne se montre guère avare en promesses. Elle s'est engagée à épouser... rien moins que trois prétendants. L'ironie voudra que c'est un quatrième qui lui passera la bague au doigt !

## Fiche technique
- Titre : Bouquet de flirts
- Réalisation : Charles de Rochefort
- Scénario et dialogues : Vincent Telly: d'après la nouvelle de Jacques Folister
- Musique: Casimir Oberfeld
- Affichiste : Zig
- Photographie : Nicolas Farkas
- Photographe de plateau : Samy Brill
- Production : Joseph Reingold, René Laffite
- Société de production et de distribution : Films Reingold et Lafitte
- Pays d'origine :  France
- Formats de projection: 1,37:1, son Monophonique, 35 mm, Noir et blanc
- Genre: Comédie
- Durée : 51 minutes (version longue) ou 40 ou 45 minutes (version courte)
- Dates de sortie : 
  - France, 3 mars 1982 (version abrégée)
  - France, 12 mai 1933 (Nice, version intégrale)

## Distribution
- Josette Day : la jeune fille
- Pierre Stephen : Popaul
- Robert Darthez
- Félix Paquet
- Jean Fay
- Marguerite Ducouret : la mère
- Émile Saint-Ober
- Bérétrot
- Pouilley